# Amblyomma triguttatum
Amblyomma triguttatum es una especie de garrapata dura del género Amblyomma, subfamilia Amblyomminae. Fue descrita científicamente por Koch en 1844.
Como todas las especies de su familia, Ixodidae (conocidas como garrapatas duras), Amblyomma triguttatum es un arácnido parásito y hematófago que únicamente consume sangre para sus necesidades nutricionales. Se encuentra en Australia Occidental, partes de Queensland y Nueva Gales del Sur. Se cree que es un portador de la fiebre Q, además de parasitar a los macrópodos como Macropus fuliginosus y Macropus eugenii, se ha encontrado en otros huéspedes mamíferos, incluidas Rattus rattus, Oryctolagus cuniculus, perros y gatos domésticos, también en los humanos.